# Filosofía presocrática
La filosofía presocrática se refiere a la filosofía griega antigua anterior a Sócrates, o que aún no había sido influida por sus enseñanzas. Los filósofos presocráticos se interesaban sobre todo por la cosmología, el principio y la sustancia del universo, pero las investigaciones de estos primeros filósofos abarcaban tanto el funcionamiento del mundo natural como la sociedad humana, la ética y la religión. Buscaban explicaciones sobre los principios fundamentales con base en la indagación racional y no en la pura mitología, revelación o inspiración de los poetas. Sus trabajos y escritos se han perdido casi por completo. El conocimiento de sus puntos de vista procede de los testimonios, es decir, de las discusiones de autores posteriores sobre la obra de los presocráticos. La filosofía encontró un terreno fértil en el mundo griego antiguo debido a los estrechos vínculos con las civilizaciones vecinas y al surgimiento de entidades civiles autónomas, las polis.
La filosofía presocrática comenzó en el siglo VI a. C. con los tres miembros de la escuela de Mileto: Tales, Anaximandro y Anaxímenes. Todos ellos atribuyeron el arché (palabra que podía tener el significado de "origen", "sustancia" o "principio") del mundo a, respectivamente, el agua, el Ápeiron (lo ilimitado) y el aire. Otros tres filósofos presocráticos procedían de ciudades jónicas cercanas: Jenófanes, Heráclito y Pitágoras. Jenófanes es conocido por su crítica al antropomorfismo de los dioses. Heráclito, que era notoriamente difícil de entender, es conocido por su máxima sobre la impermanencia, Panta rei, y por atribuir al fuego ser el arche del mundo. Pitágoras creó un culto (los pitagóricos) que sostenía que el arjé eran los números. La escuela eleática (Parménides de Elea, Zenón de Elea y Meliso de Samos) le siguió en el siglo V a. C. Parménides afirmaba que sólo existe "lo que es" y que no cambia. Zenón y Meliso aparentemente defendieron la opinión de Parménides. Anaxágoras y Empédocles ofrecieron un relato pluralista de cómo se creó el universo. Leucipo y Demócrito son conocidos por su atomismo, y su opinión de que sólo existen el vacío y la materia. Los sofistas promovieron el relativismo filosófico.

## Delimitación histórica de la filosofía presocrática
La precisión acerca de los límites de este período de la historia de la filosofía es problemática, tanto en lo que se refiere a su comienzo como a su final, y encontramos en los tratadistas soluciones diferentes.

### El comienzo de la filosofía en Grecia
Aristóteles expone en su Metafísica que Tales de Mileto fue el iniciador de un tipo de filosofía que concibió que el principio de todos los entes era de índole material. A partir de esta consideración la tradición entera de la historiografía ha dado por sentado que Tales fue el primer filósofo, y aún William Keith Chambers Guthrie se apoya en esta autoridad para empezar sus consideraciones sobre la historia de la filosofía griega comenzando por los filósofos milesios. Sin embargo, el origen de este tipo de indagación ha sido explicado de diferentes maneras por la filología y la filosofía contemporánea.

#### El comienzo absoluto del pensamiento occidental: ciencia y filosofía
John Burnet expresa la opinión común de principios del siglo XX al decir que en los pensadores jonios, el logos se libera, de golpe, de las concepciones míticas imperantes. Esto se debería sobre todo a una excepcional cualidad de inteligencia y espíritu de observación del hombre griego. A partir de esta discontinuidad radical que supone el advenimiento del logos, la ciencia occidental no ha tenido más que seguir la vía marcada por los filósofos jonios.
Esta manera de entender el inicio del pensamiento filosófico encuentra eco en Bruno Snell, aun cuando este sigue una perspectiva más histórica.
Después de las importantes obras de Cornford:  De la Religión a la Filosofía (1912) y Principium sapientiae (obra póstuma, 1952) este tipo de visiones han dejado lugar a explicaciones más matizadas. Para Cornford, el comienzo de la filosofía sigue en estrecha relación con el comienzo de la ciencia. Por eso también observó la influencia de la astrología y la aritmética babilónicas  y la geometría egipcia en la formación de la mentalidad filosófica, si bien esta mentalidad transforma el afán práctico que estas disciplinas tenían en sus culturas de origen (la astrología babilónica estaba al servicio de la religión oficial, y la geometría egipcia estaba destinada a medir campos de cultivo concretos) en un afán puramente teórico. Ello se da en virtud del descubrimiento, propio de los griegos, de la forma, independiente de la materia.  El primero que vinculó el inicio de la ciencia (la matemática) con intereses exclusivamente especulativos (o sea, con intereses ajenos al placer o a lo necesario) fue Aristóteles, en Metafísica I, 981b13ss.
Podemos considerar que Guthrie se sitúa en esta perspectiva de la relación filosofía – ciencia cuando considera la relación entre mito y logos. Al hombre pre-filosófico no le fue difícil considerar a la naturaleza y a sí mismo a merced de fuerzas superiores arbitrarias: una típica concepción politeísta o pandemonista tal y como se presenta en los poemas homéricos. Los fenómenos atmosféricos como la lluvia y el viento, o netamente humanos como la enfermedad, la muerte o los impulsos psicológicos, tienen una explicación en fuerzas personales, que se interesan por los asuntos humanos, e incluso guardan ciertos lazos consanguíneos con estos. Frente a esta concepción, la filosofía inicia cuando el hombre comenzó a indagar por un orden subyacente al caos de los acontecimientos, orden producido por fuerzas impersonales. La familia divina se transforma en una "necesidad" despersonalizada. El nacimiento de la filosofía está vinculado con el abandono de la explicación mitológica para los problemas del origen del universo, y la fe religiosa es sustituida por la fe científica con sus triunfos y limitaciones.
La relación del nacimiento de la ciencia con el despliegue de la filosofía presocrática también ha sido puesta de relieve por Eggers Lan, el cual nota, siguiendo a Szabó, que la primera demostración deductiva de la historia de la ciencia pertenece a Parménides. Todos los filósofos presocráticos han hecho aportes a la ciencia, sea a las matemáticas o a la ciencia natural. Aun así, Eggers Lan distingue en este período la filosofía de la ciencia: ambas tienen pretensiones de ser un estudio de validez universal, solo que la filosofía es el estudio del universo como totalidad ordenada, y la ciencia prescinde de tal referencia al mundo.

#### El paso del mito al logos: el origen cosmogónico y religioso de la filosofía
La primera reacción moderna ante la opinión común sobre el "milagro griego" del origen absoluto de la razón fue la de F. M Cornford que vincula el inicio de la filosofía con distintas manifestaciones de la poesía religiosa. Debemos notar que esta tendencia de los tratadistas también tiene su antecedente en Aristóteles: en Metafísica I, 983b29, dice que también los primeros "teologizantes" (se refiere con este término a los "autores de cosmogonías", como entiende García Yebra)  opinaron "acerca de la naturaleza".
Según Cornford, la "física" milesia nada tiene que ver con la ciencia y la observación directa de la realidad. Estas elaboraciones continúan las respuestas míticas tanto en su material conceptual como en sus esquemas explicativos, traslada a representaciones laicizadas el esquema cosmogónico realizado por el pensamiento mítico–ritual. Si el mundo homérico presenta una distribución, entre los crónidas, de diversos lotes y honores (Il. XV, 189-194), el mundo de los naturalistas jonios presenta una división de jurisdicciones entre los poderes contrarios. El pensamiento de Anaximandro guarda una estrecha dependencia con la poesía de Hesíodo: no hay gran diferencia entre concebir el origen de todo a partir del Caos (Teog. 116) o de una naturaleza indeterminada (12 B 1, A 9, A 13, A 14). A partir de este origen indiferenciado, la cosmogonía hesiódica hace nacer parejas divinas, que interactuando terminan por formar la estirpe de los dioses olímpicos, en los que se fundamenta el orden del mundo; para la cosmología jonia estos contrarios no son ya divinidades personales, como Urano y Gea, sino naturalezas como lo cálido y lo frío, lo húmedo y lo seco, que en su interacción dan forma al cosmos cíclico.
Las repercusiones de la concepción de Cornford fueron tan importantes que la quinta edición de fragmentos de Diels (1935) fue modificada por Kranz para adaptarla en este sentido; este helenista amplió el apéndice que incluía fragmentos de poesía y prosa cosmológica y astrológica y los ubicó al principio de la colección. Kirk y Raven le dedican todo un capítulo de su obra crítica a los "precursores de la cosmogonía filosófica", como las cosmogonías órficas, la cosmogonía de Hesíodo y las cosmogonías "mixtas" como la de Ferécides.
La edición de fragmentos de los presocráticos de Gredos, aun cuando inicia también por Tales, lo hace a pesar de los reparos del director de la edición: este expresa que no comienza por Anaximandro, primer autor del que disponemos de citas textuales, sólo para no romper con la tradición, y que él no tendría inconvenientes en comenzar la historia de la filosofía con Homero, si se le encomendara la tarea de confeccionar una historia temática de la filosofía por textos, donde se incluyeran temas filosóficos, como los del significado de la muerte, el sentido de la vida, etc.
Los que se niegan a considerar las producciones cosmogónicas como antecedentes de la filosofía, como Jaeger, Guthrie y Eggers Lan, esgrimen en su contra la inautenticidad de tales escritos: Son obras conservadas en fragmentos, en citas de autores posteriores, excepto la Teogonía hesiódica que se ha conservado íntegra. En este sentido comparten la precaria forma de transmisión de la filosofía presocrática. Pero cuando se ha evaluado la influencia recíproca entre poemas y prosa de contenido cosmogónico y la filosofía presocrática, los cosmólogos se han mostrado siempre en deuda con los filósofos. Así, se ha visto que Epiménides está influido por Anaxímenes, y la teogonía rapsódica de Orfeo está en deuda con Ferécides, Heráclito, Parménides y Empédocles. Por ello se ha podido determinar que las cosmogonías órficas no son anteriores al siglo VI a. C., incluso algunas son posteriores a Sócrates, y pertenecen frecuentemente a la era cristiana.
De cualquier manera, la mayoría de los especialistas, aun los que consideran las cosmologías como antecedente, distinguen éstas de la filosofía propiamente dicha. Kirk y Raven consideran que tanto los poemas homéricos como la teogonía hesiódica son muestras de un estado particular de racionalización. Sobre todo la Teogonía de Hesíodo con su afán sistematizador de la genealogía de los dioses.  Sin embargo, el paso del "mito" al "logos" es un cambio radical que incluye no solo una des-personificación de las fuerzas de la naturaleza, sino un cambio político, social y religioso que involucra una apertura mental que tiende a relativizar el valor de la tradición.

#### Las condiciones sociales del origen del pensamiento racional
Para explicar la transformación que presentan las concepciones filosóficas respecto de las míticas, algunos especialistas dirigieron la mirada a sus condiciones de posibilidad, y observan que estas son de índole social y económica. P. M. Schul piensa que debe haber ejercido una gran influencia, en la orientación del pensamiento hacia la práctica, la creación de la moneda, el calendario, la escritura alfabética, el rol de la navegación y el comercio. B. Farrington, por su parte, enlaza el origen de la racionalidad griega (y el incremento de la riqueza material) con el progreso técnico de las ciudades jonias, gracias a la libertad que estas tenían respecto de una ortodoxia mantenida por una casta sacerdotal, como en Egipto o Babilonia. G. Thompson, en cambio, ve en la apertura de mercados en los cuales el objeto se transforma en mercancía, y así pasa de tener un valor de uso a un valor de cambio, el factor que hace comprensible el advenimiento de la razón: puesto que esto significa que el objeto se despoja de su diversidad cualitativa y pasa a tener una significación abstracta.
Jean-Pierre Vernant retoma estas consideraciones sobre las condiciones sociales que hicieron posible el advenimiento del pensamiento filosófico, y las reformula. En líneas generales, acepta la idea del paso del mito al "logos", pero enfatiza la conexión de los mitos cosmogónicos con los ritos orientales de soberanía, y ve que la filosofía jónica es una transposición de los elementos de estos mitos. La aparición de la polis como forma de ordenamiento social le hace perder significación a este rito y el mito asociado pierde inteligibilidad, y el pensamiento naturalista de los milesios no es más que un reflejo de este nuevo orden, al independizar los elementos atmosféricos de la figura del soberano. Por otra parte, acentúa la significación del pensamiento que surge en Magna Grecia para la comprensión del nacimiento de la filosofía como forma de racionalidad y del filósofo como tipo humano. Si a la filosofía precede el mito como forma de pensamiento, el filósofo es precedido por el augur y por el poeta inspirado. La filosofía mantiene ciertos caracteres de saber revelado, lo que se ve claramente en el proemio del poema de Parménides. Sin embargo, entre las formas del "chamanismo" griego y el filósofo hay un abismo, y es que mientras que el augur está en posesión de un saber secreto, el filósofo se propone divulgar su saber a un cuerpo de discípulos (Pitágoras); esta transformación de la figura del sabio es hermana de una mutación en el plano social, que consiste en la pérdida del poder político excluyente de los gene nobiliarios, la disposición al servicio de la comunidad de los ritos pertenecientes a los clanes sacerdotales,  la publicación de los decretos de justicia, antes reservados para los Eupátridas; la aparición de la moneda, acuñada y con un valor garantizado por el Estado. El paso del uso del plural "τὰ ὄντα" (ta onta, los entes) en los jonios al singular "τὸ (ἐ)ὄν" (to [e]on, el ente) en Parménides es un signo más de la búsqueda de unidad, estabilidad y permanencia que puede verse en la incipiente organización de la ciudad griega, con la reforma de Clístenes, por ejemplo. En definitiva, Vernant considera que la filosofía es resultado del advenimiento de la polis.

### Los últimos presocráticos
En general los tratadistas están de acuerdo en poner fin al período presocrático una vez que se desarrolla y difunde el pensamiento platónico. El término "presocrático" parece haberse extendido a partir de la edición de Diels y Kranz, Fragmente der Vorsokratiker.
El mismo Kranz, en el prólogo, explica que "presocrático" no indica "antes de Sócrates", sino "antes de los socráticos" (sobre todo Platón y su escuela), y de hecho, incluyen en la obra a pensadores posteriores a Sócrates, como Diógenes de Apolonia o Demócrito. Por ello Guthrie entiende que la palabra "presocrático" significa "no socrático", y que este significado se determina por el contenido del pensamiento más que por la cronología.
La selección de pensadores de la edición de fragmentos de la editorial Gredos sigue un criterio semejante. Eggers Lan dice no temer quedar atrapado en los esquemas de manuales, que disciernen, en la historia de la filosofía griega, una primera parte cosmológica (la de los presocráticos) de otra antropológica (representada por la sofística y Sócrates). Aun cuando Heráclito o los pitagóricos parecen estar interesados en temas éticos, la diferencia con la sofística es notable, cuando esta concibe al hombre como medida de todas las cosas, o con la afirmación socrática acerca del reconocimiento de la ignorancia del hombre. Este quiebre de la cosmología tradicional y el enfoque puesto en el hombre y su puesto en la sociedad sería el límite que distingue ambas fases de la historia del pensamiento.

## Determinaciones internas de la filosofía presocrática
Sea como sea que se entienda el inicio o el fin del período histórico considerado, nos encontramos allí con un grupo de pensadores que dista mucho de ser homogéneo en sus intereses especulativos, en sus métodos e incluso en sus formas expresivas. Sin embargo muchos autores antiguos y modernos han ensayado diversas maneras de agruparlos, y de entender la estructura y la evolución de esta época de la historia de la filosofía.

### Los doxógrafos y las escuelas filosóficas
Teofrasto, en su obra Opiniones de los físicos, había desarrollado una clasificación de filósofos por escuelas. Diversos doxógrafos (de doxa, "opinión"), los escritores de "sucesiones", continuaron y sistematizaron esta tendencia, sobre todo Soción de Alejandría. Relacionaban a los filósofos con sus supuestos maestros y discípulos. De estas sucesiones se nutrió el cronógrafo Apolodoro de Atenas para confeccionar sus Crónicas. Generalmente bastaba saber que un filósofo era conciudadano de otro más joven para que los doxógrafos y otros autores tardíos supusieran que el primero había sido maestro del segundo. Así es como se fueron "inventando" filiaciones intelectuales dispuestas en escuelas,  cuyo máximo divulgador fue Diógenes Laercio, y que siguieron como verdaderas los Padres de la Iglesia.
Las escuelas distinguidas por estas tradiciones fueron la Escuela de Mileto, compuesta por Tales, Anaximandro y Anaxímenes; la Escuela eleática, con Jenófanes como fundador y Parménides, Zenón y Meliso como sucesores; y la Escuela atomista, con Leucipo y Demócrito.
La Escuela Pitagórica, en cambio, parece tener más probabilidades de haber sido real, puesto que era no solo una asociación con fines filosóficos, sino también religiosos, y hay una apreciable cantidad de testimonios anteriores a Teofrasto que nos detallan su actividad. Sin embargo presenta problemas particulares de datación, así como para precisar su unidad doctrinal. Además de Pitágoras, semilegendario fundador de la escuela, podemos contar en ella a Alcmeón. Los neoplatónicos, como Jámblico, tendían a considerar a Parménides y su escuela dentro del pitagorismo, conformando la más general Escuela itálica.

### Las agrupaciones de autores en la crítica moderna
Los filólogos modernos han tendido a rechazar la división escolar doxográfica. El análisis de las doctrinas presocráticas por separado muchas veces ha refutado las suposiciones de influencias entre autores. La edición de Diels prescinde, en la medida de lo posible, de la división escolar.
Jaeger, sin embargo, en su obra La teología de los primeros filósofos griegos, considera en un solo capítulo (II, La teología de los naturalistas milesios) a la escuela milesia. Kirk, Raven y Schofield modifican la vieja distinción entre escuela milesia y escuela itálica, modificando la nomenclatura geográfica pero concibiendo cierta unidad de orientación: por un lado presentan a los pensadores jonios, caracterizándolos como monistas materialistas: cada autor concebía un principio material (el agua o el aire, por ejemplo) como génesis de la pluralidad de las cosas que se presentan ante los ojos. Los autores indican que la inclusión de Jenófanes y de Heráclito en los capítulos dedicados a la filosofía jonia es meramente pragmática, puesto que estos superan de alguna manera los intereses naturalistas. Los jonios están divididos  históricamente en pre-parmenídeos (los ya mencionados, precedidos por la escuela de Mileto) y post-parmenídeos (Anaxágoras, Meliso, los atomistas). Estos últimos siguieron la tendencia naturalista de los primeros, pero respondiendo a la especulación de Parménides, que desarticuló aquellas concepciones físicas. La filosofía en el occidente griego, o sea, en el sur de Italia, se sitúa históricamente entre ambos. Sus representantes tuvieron intereses no naturalistas, sino especulativos, aunque sobre este punto tampoco hay una uniformidad total. Allí los autores ubican tanto a Pitágoras como a los representantes de la escuela eleática (excepto Meliso) y a Empédocles.

#### Los Doxógrafos

Esquema de dependencias de las fuentes doxográficas más relevantes.

### Fragmente der Vorsokratiker de Hermann Diels

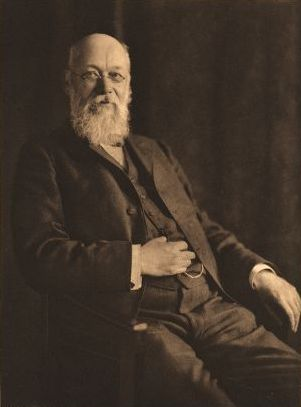
El filólogo alemán Hermann Diels (1848-1922).